# Beatles Museum (Halle)
Het Beatles Museum is een museum in Halle in de Duitse deelstaat Saksen-Anhalt. Het is gewijd aan de geschiedenis van The Beatles als groep en aan de afzonderlijke solocarrières van de bandleden.

## Geschiedenis
Rainer Moers, de oprichter van het museum, begon zijn verzameling in 1964. Vanaf 1975 stelde hij zijn collectie als reizende tentoonstelling op wisselende plekken tentoon en deed hij rond 25 steden in Duitsland en daarbuiten aan. Vanaf 1989 was zijn verzameling gedurende tien jaar permanent te zien in Keulen op een museumoppervlakte van amper 60 m², tot het museum op 31 juli 1999 gesloten werd. Vervolgens vertrok hij naar Halle waar hij de samenwerking aanging met Matthias Bühring. Op de Alter Markt maakten zij vanaf 8 april 2000 een doorstart met hun beider collecties; Bühring overleed nog hetzelfde jaar in oktober. Hierna ging Moers alleen verder met het museum.
Aanvankelijk werd de collectie getoond op een oppervlakte van ongeveer 350 m². Deze werd later verruimd naar bijna 600 m². De collectie is sinds 2007 over drie etages verdeeld. Het museum heeft 17 vertrekken in gebruik.
Jaarlijks wordt het museum bezocht door rond 20.000 bezoekers. De exploitatie draait grotendeels op de entreegelden en daarnaast nog enigszins op de verkoop van Beatles-artikelen en de inkomsten van het tijdschrift Things dat eens per een à twee maanden verschijnt.

## Collectie
In de vaste opstelling worden ongeveer 3500 stukken gepresenteerd, wat neerkomt op een vijfde deel van de gehele collectie. De presentatie is chronologisch opgebouwd en volgt, naast de geschiedenis van de band tot de opheffing in 1970, ook de loopbanen van de solocarrières na de tijd. Te zien zijn foto's, krantenknipsels, handtekeningen, posters, Beatles-postzegels en heel veel andere memorabilia en fanartikelen. Ook worden er films getoond en muziek gedraaid.

## Het gebouw

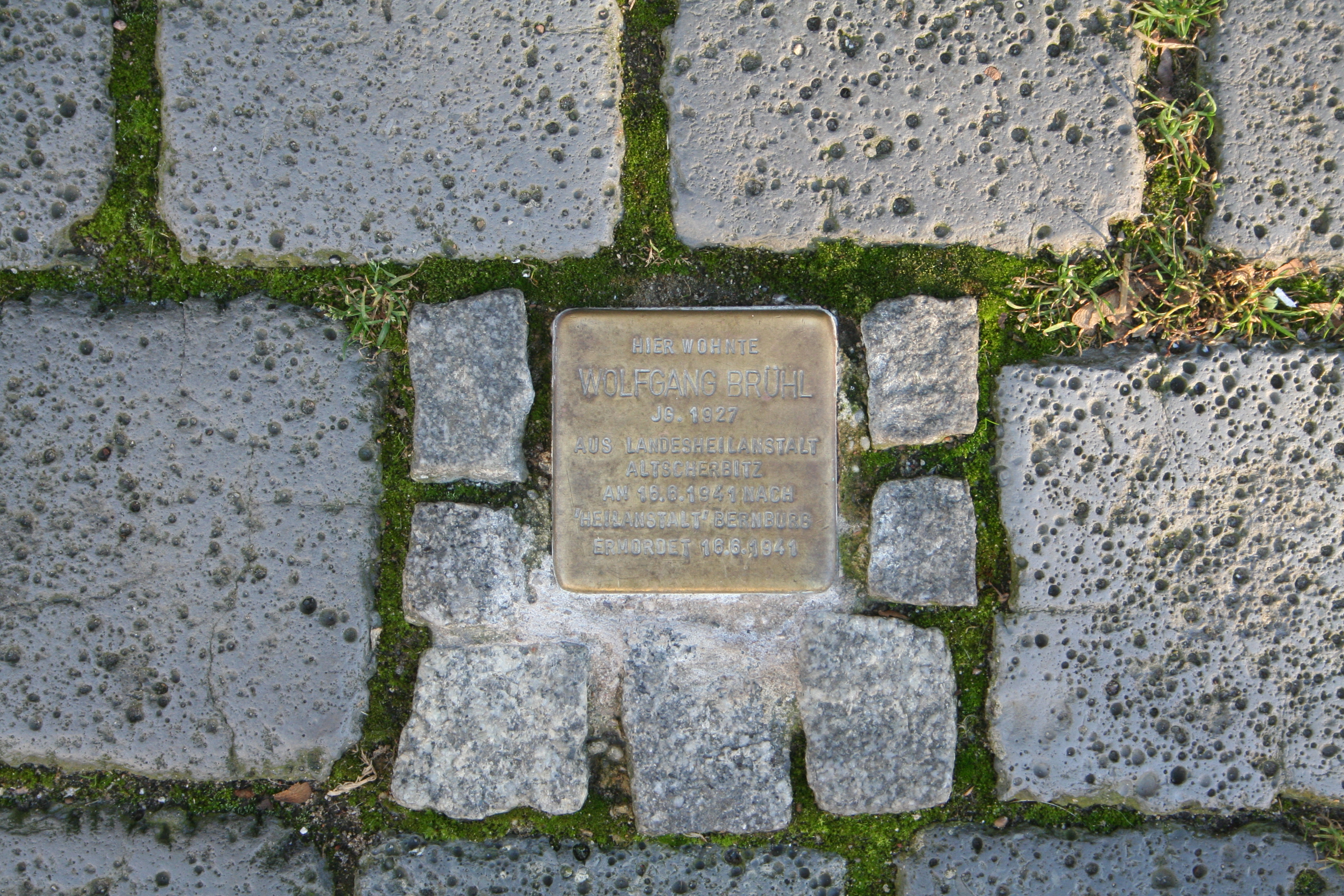
Gedenkplaat Wolfgang Brühl (1927-1941)

Het gebouw in Halle stamt uit het jaar 1708 en was toen een woonhuis van de vermogende zoutzieder Karl-Heinrich Reichhelm (1650-1724). Vanaf 1895 diende het als een meisjesinternaat en vanaf 1945 was er een kleuterschool gevestigd.
Een struikelsteen herinnert aan Wolfgang Brühl (1927-1941). Tijdens de Tweede Wereldoorlog woonde hij hier, in 1941 werd hij vanwege zijn handicap in de gaskamer van het vernietigingskamp Bernburg, het zogenaamde Tötungsanstalt Bernburg, vermoord.